# Sordello

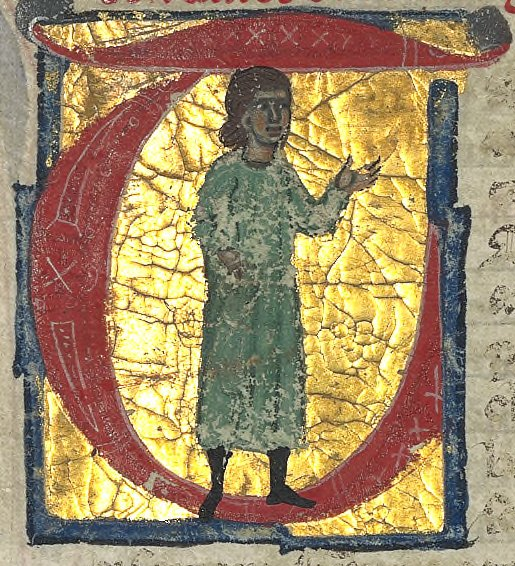
BnF ms. 12473 fol. 109; cançoner K

Sordello, també conegut en occità com a Sordèl, (c. 1180, Goito, província de Màntua- c. 1268) va ser un trobador llombard del segle xiii que escrigué poesia en occità. S'ha fet molt conegut gràcies a les lloances que en feu Dante Alighieri a la seua obra De vulgari eloquentia, i al Purgatori de la Divina Comèdia.

## Vida
La vida de Sordello divergeix molt dels retrats que se n'han fet posteriorment encara que fos el més famós dels trobadors d'Itàlia. Se sap que li agradaven les baralles, el 1220 va veure's implicat en una gresca de taberna a Florència. La vida diu que mout fo truans e fals vas dompnas e vas los barons ("fou molt truà i fals envers les dones i els barons"). El 1226, mentre es trobava a la cort de Ricard de Bonifazio a Verona, va segrestar l'esposa del seu protector, Cunizza, a instigació del seu germà, Ezzelino da Romano. Aqueix escàndol va condicionar la seua fugida el 1229 a Provença, on sembla que va viure cert temps abans de viatjar per altres països. Durant la croada albigesa va romandre a Aragó, després marxà a Poitou i s'establí a la cort de Savaric de Mauleon, i finalment a la cort de Ramon Berenguer IV. Entrà després al servei de Carles d'Anjou, i es pensa que el va acompanyar, el 1265, a la seua expedició cap a Nàpols (on hauria tingut com a recompensa certes propietats després de la conquesta), participà en la guerra d'Itàlia i en la batalla de Benevent. El 1266 el feren presoner a Nàpols. Les darreres proves documentals de la seua vida són del 1269, i se suposa que va morir a Provença.

## Obra

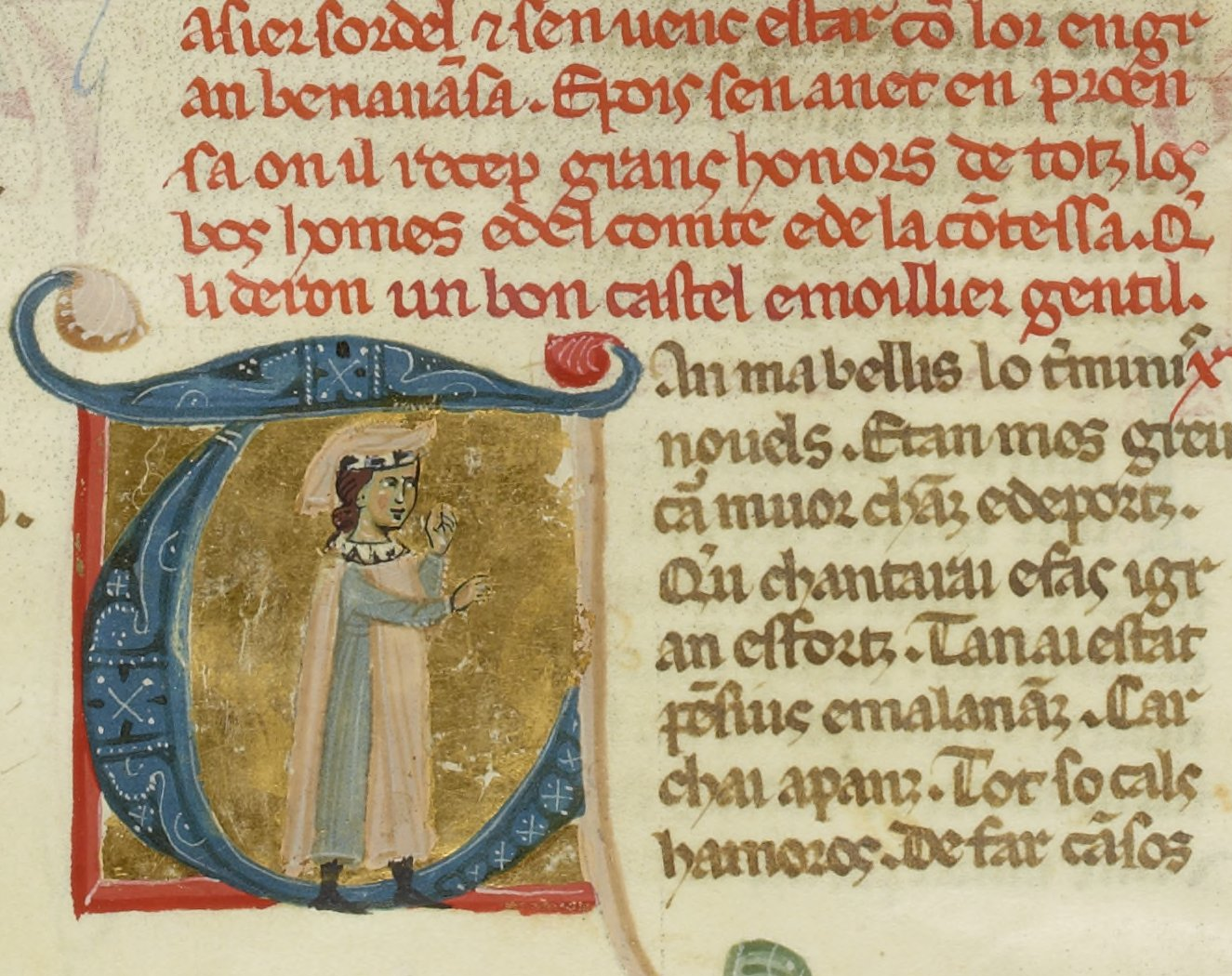
BnF ms. 854 fol. 123; cançoner I

En conjunt, es conserven una quarantena de composicions d'aquest trobador. El seu poema didàctic, L'ensenhamen d'onor, les seues cançons d'amor i les seues peces satíriques tenen pocs punts comuns amb la presentació de Dante.
Fou el darrer enamorat públic de la dama Guida de Rodés. Se'n conserven 12 cançons amoroses influïdes per Pèire Vidal, amb llengua fluida, clàssica i sense cap italianisme.
Moltes de les obres conservades són peces de debat amb altres trobadrs. Cal assenyalar la llarga sèrie de sirventesos prou encesos que va intercanviar amb Peire Bremon Ricas Novas, amb qui havien estat amics; i un planh a la mort de Blacas d'Aulps (437,24 Planher vuelh en Blacatz en aquest leugier so), considerat la seva millor obra. En ell es proposa que diversos reis i senyors es mengin una part del cor del difunt perquè n'adquireixin així les qualitats.

## Sordello en la literatura
Com s'ha esmentat, Dante en fa l'elogi en les seves obres.
És, a més, l'heroi d'un poema de Robert Browning (Sordello, 1840) i també fou esmentat per Oscar Wilde en el seu poema "Amor Intellectualis" (1881).
Més modernament es poden trobar referències a Sordello a les novel·les Molloy i Malone Dies de Samuel Beckett (1951). Ezra Pound l'evoca a els Cants. També el trobem a Nocturno de Chile, de Roberto Bolaño (2000).

### Repertoris
- Guido Favati (editor), Le biografie trovadoriche, testi provenzali dei secc. XIII e XIV, Bologna, Palmaverde, 1961, pàg. 350
- Martí de Riquer, Vidas y retratos de trovadores. Textos y miniaturas del siglo XIII, Barcelona, Círculo de Lectores, 1995 p. 306-311 [Reproducció de dues vidas, amb traducció a l'espanyol, i miniatures dels cançoners A, I i K]
- Alfred Pillet / Henry Carstens, Bibliographie der Troubadours von Dr. Alfred Pillet […] ergänzt, weitergeführt und herausgegeben von Dr. Henry Carstens. Halle : Niemeyer, 1933 [Sordel és el número PC 437]